# Blanco (álbum)
Blanco es el tercer álbum de estudio de la banda de rock argentina Eruca Sativa. Fue grabado y mezclado en los estudios MCL Records de Buenos Aires en julio de 2012. El álbum fue lanzado el 1 de noviembre de 2012 bajo su propio sello discográfico, MTM Discos (Marca Tus Marcas) y distribuido por Sony Music. Cuenta con la participación de Fito Páez y "Titi" Rivarola.

## Antecedentes y grabación
En el año 2011, durante las presentaciones de "Es" (2010), la banda comenzó a componer temas para su tercer disco. Las sesiones de grabación tuvieron lugar en julio de 2012, como los dos anteriores, en los MCL Records de Villa Ortúzar. Una vez terminado el disco, la banda firmó un contrato con Sony Music. Bertoldi comenta "Nos pasó algo increíble con Sony y es que ellos se coparon con la propuesta y apostaron a nosotros con el disco ya terminado. Eso demuestra que los tipos tuvieron confianza, no es que nos dijeron “queremos empezar a laburar con ustedes, pero tienen que hacer esto o lo otro”. Nosotros teníamos el disco ya terminado y ellos lo aceptaron así como era." El álbum salió a la venta el 1 de noviembre de 2012.
En septiembre se lanzó el primer corte de difusión del disco «Fuera o Más Allá». Su videoclip, lanzado posteriormente, fue filmado en las sierras de Córdoba sobre la cima del Cerro Blanco de Los Gigantes a fines de diciembre de 2012. Un gran desafío técnico y logístico de esta locación fue el armado de la escenografía, backline e instrumentos a cientos de metros de altura. La idea y guion fue de Brenda Martin y el video fue dirigido por Mariano Dawidson (Hermanos Dawidson Films) y producido por Simón Muzart y Pablo Tremsal.
El segundo vídeoclip del álbum fue «Antes que Vuelva a Caer», tema escrito por Brenda Martin sobre una música de Lula Bertoldi. Lanzado en el año 2014 y dirigido también por Mariano Dawidson, Bertoldi afirma “Elegimos Antes que Vuelva a Caer porque es una canción que tiene un espíritu muy vivo, que habla por sí mismo. Compartimos con los Hermanos Dawidson la intención de llevar la historia en imágenes a una situación bien real, que nos ayudara a reflexionar su mensaje, y que invitara a entrar en acción para superar muchas dificultades. Ellos encontraron la historia de Alexis Acosta y el resultado es el videoclip que presentamos." Martin agrega: "Sol Macedo fue quien nos trajo la idea de la historia de Alexis y nos pareció muy acertada, llevando el sentido de la canción a una interpretación de alguien con muchísima sensibilidad y compromiso con el mensaje." 
El músico Fito Páez, colaboró tocando y también cantando en el tema «Guitarras de Cartón». “Un amigo en común le mostró unas canciones nuestras, él se copó y nuestro amigo le dijo que nos llamara. Y nos llamó un día que estábamos ensayando, y nos quedamos… ¡imaginate! “Hola, soy Fito Páez” (risas). Y a partir de ahí nos empezamos a cruzar más seguido”, afirmó Pedernera rastreando el inicio del lazo con el rosarino. “El loco nos decía que le gustaba mucho lo que hacíamos, que contáramos con él”, agrega. “Y a esa canción la hicimos pensando en él, y cuando llegó el momento lo invitamos al estudio, aportó su voz y tocó el piano. Escribió un pedacito de la letra también. Fue una experiencia inigualable”.
Una de las canciones grabada durante las sesiones del disco, «Ruido a Soledad», no se incluyó en el disco. El 9 de febrero de 2014 la banda lanzó oficialmente dicha canción inédita en su cuenta de YouTube.

## Gira Blanco

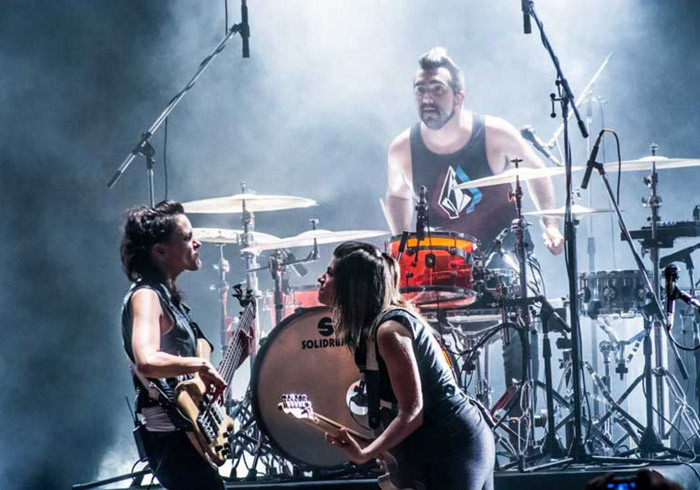
Eruca Sativa en vivo en 2014.

La presentación oficial de Blanco fue el 3 de noviembre en el Teatro Vorterix. La gira de presentación del mismo comenzó con un contundente show en el Cosquín Rock en el año 2013, con más de 60 presentaciones en San Miguel, La Plata, Mar del Plata, Rosario, Santa Fe y Río Cuarto; cerrando esta primera gira en Córdoba, ciudad de origen de la banda. La banda abrió el show de Slash en el Estadio Malvinas Argentinas el 17 de noviembre de 2012.
Dos de las presentaciones de la gira del disco fueron lanzadas en el álbum en vivo Huellas Digitales, saliendo a la venta en octubre de 2014. El disco registra las presentaciones de la banda en el Teatro Ópera los días 1 y 2 de agosto de 2014.

## Recepción
En el año 2013 el disco fue nominado a la categoría Mejor Álbum Grupo de Rock de los premios Carlos Gardel, concedidos por CAPIF. También fue elegido como Disco Nacional del Año 2012 por la Revista Rolling Stone Argentina y segundo puesto en Disco del Año en los reconocimientos otorgados por la Radio Rock & Pop, también eligiéndolos como la Revelación del año 2012.
El álbum también recibió una nominación al Grammy Latino en la categoría de Mejor álbum de rock y, además fueron postulados a Cordobeses del Año en la votación que convoca todos los años La Voz del Interior.

## Lista de canciones
| N.º | Título                                                                               | Duración |  |
| 1.  | «Fuera o Más Allá (Letra: Brenda Martin - Música: Eruca Sativa)»                     | 3:24     |  |
| 2.  | «Eco (Letra: Martin - Música: ES)»                                                   | 3:26     |  |
| 3.  | «Desdobla (Letra: Bertoldi/Martin - Música: ES)»                                     | 2:25     |  |
| 4.  | «Queloquepasa (Letra: Bertoldi - Música: ES)»                                        | 1:06     |  |
| 5.  | «El Genio de la Nada (Letra: Martin - Música: ES)»                                   | 3:53     |  |
| 6.  | «Tanto Tiempo (Letra: Bertoldi/Martin - Música: Bertoldi)»                           | 3:14     |  |
| 7.  | «Guitarras de Cartón (Letra y Música: Martin/Bertoldi)»                              | 3:41     |  |
| 8.  | «Real Ficción (Letra y Música: Martin)»                                              | 4:19     |  |
| 9.  | «Calma (Letra: Martin/Bertoldi - Música: Martin)»                                    | 3:26     |  |
| 10. | «Amor Ausente (Eduardo Bechara/Claudio Pacheco)»                                     | 5:28     |  |
| 11. | «Antes Que Vuelva a Caer (Letra: Martin - Música: Bertoldi)»                         | 3:20     |  |
| 12. | «Cómo Vas a Hacer (Letra: Bertoldi/Martin - Música: Bertoldi)»                       | 3:21     |  |
| 13. | «Agujas (Letra: Martin - Música: ES)»                                                | 3:30     |  |
| 14. | «Último. Parte I: (Letra: Brenda Martin - Música: ES»                                | 4:33     |  |
| 15. | «Último. Parte II: Umbral (Instrumental) / Parte III: En Gestación (Santiago Rissi)» | 6:29     |  |

## Personal
Eruca Sativa
- Lula Bertoldi - voz principal, guitarra eléctrica, guitarra acústica, coros
- Brenda Martin - bajo, coros, voz en "Fuera o Más Allá"
- Gabriel Pedernera - batería, coros, percusión, pandereta

Músicos adicionales
- Victor Renaudau - violín en "Tanto Tiempo", "Antes Que Vuelva a Caer" y "Último. Parte I: El Balcón"
- Eugenia Turovetsky - violonchelo en "Tanto Tiempo", "Antes Que Vuelva a Caer" y "Último. Parte I: El Balcón"
- Fito Páez - voz, piano, mini-moog y sintetizadores en "Guitarras de Cartón"
- Titi Rivarola - guitarra en "Amor Ausente"
- Santiago Rissi - voz, percusión, guitarras en "Parte III: En Gestación"
- Darío Omil - percusión en "Parte III: En Gestación"

Personal de grabación
- Lucas Gómez - ingeniero de audio, mezcla
- Agustín Baldassarre - asistente de grabación
- Alejandro Pensa - drum doctor
- Pablo Tremsal - productor ejecutivo
- Maru Polak - asistente de producción

Personal adicional
- COF - diseño gráfico, ilustración y arte de tapa
- Santiago "Gallo" Bluguermann - fotografía
- Anabela Alercia - maquillaje